# ブラガ大聖堂

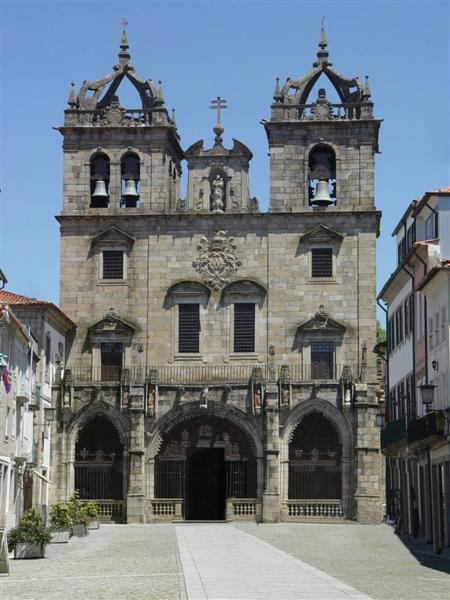
メイン・ファサード。入り口の3つのアーチはゴシック様式、塔は初期バロック様式

ブラガ大聖堂 （Sé de Braga）は、ポルトガル北部・ブラガにある重要な史跡のひとつ。長い歴史と芸術的な意義を持つ。

## 歴史
3世紀頃から司教座のあったブラガは、イベリア半島で最も古くにキリスト教化された町であり、ガラエキア（北西イベリア）のキリスト教布教の中心地であった。古代ローマ帝国が衰え、ゲルマン民族の侵入を受けると、ブラガ（当時はブラカラ・アウグスタと呼ばれた）はスエビ王国（409年-584年）の首都となった。その時代の偉大な信仰者マルティン・デ・ドゥミオ（のちの聖マルティン・デ・ブラガ）は、550年頃にスエビ族をアリウス派からカトリックに改宗させた。ブラガの重要性は、その後の西ゴート王国、716年のムーア人支配で衰退し司教座を失った。 
キリスト教徒がブラガを奪回したあと、司教座が復活したのは1071年頃だった。ペドロ司教が大聖堂建設を開始し、1089年に献堂された（東礼拝堂のみの完成であった）。エンリケ・デ・ボルゴーニャがポルトゥカーレ伯として支配を始めた1093年から、彼はゲラルド・デ・モイサク司教とともにローマ教皇を説得して1107年にブラガを大司教座にした。ブラガ大司教の権力は、現在のスペイン・ガリシア地方の一部とポルトガルの大部分を含む、イベリア半島北西部分の広大な地域に広がった。
大聖堂建設が再開され、13世紀半ばまで続いたが、細部は人目を引かなかった。12世紀に建てられた原型部分は、クリュニー修道院のブルグンド風ロマネスク建築様式で建てられた。この建物は、同時代のポルトガル国内にある他の教会施設に影響を与えた。後世、大聖堂は極端に修正され、今日の姿はロマネスク、ゴシック、マヌエル、バロックの各様式の混合である。特に重要なものは、新礼拝堂の追加と、ゴシック様式の入り口歩廊、マヌエル様式の主礼拝堂、バロック時代の塔や礼拝堂、内部装飾のほとんどが多種付け加えられたことである。

## 芸術と建築

### 外観
動物と人間像のレリーフで密に装飾されたいくつかのアーチヴォールトとキャピタル建築（円柱装飾）を除き、ロマネスク様式の原型をとどめる大聖堂西ファサードが全体を引き締める。あるアーチヴォールトは鶏、狐、ロマン・デ・レナルトやフランス伝統のような道徳的な歌を語っていたのだろう、吟遊詩人の彫刻レリーフがある。
1486年から1501年にかけ、後期ゴシック様式の入り口歩廊（ガリレ）が主回廊を引き継ぎ建てられた。ガリレは畝模様のヴォールト、ガーゴイルと像で飾られていた。美しいマヌエル様式の金属製門は大聖堂内装の原型だが、18世紀に門はガリレから移動された。16世紀初頭、ディオゴ・デ・ソウサ大司教が、内部アーチヴォールトを犠牲にして、ロマネスク様式の主出入り口を修正した。ファサード上部と塔は18世紀に全体を現代風にしたが目を引く物ではない。南ファサードは興味深いロマネスクの出入り口がある。

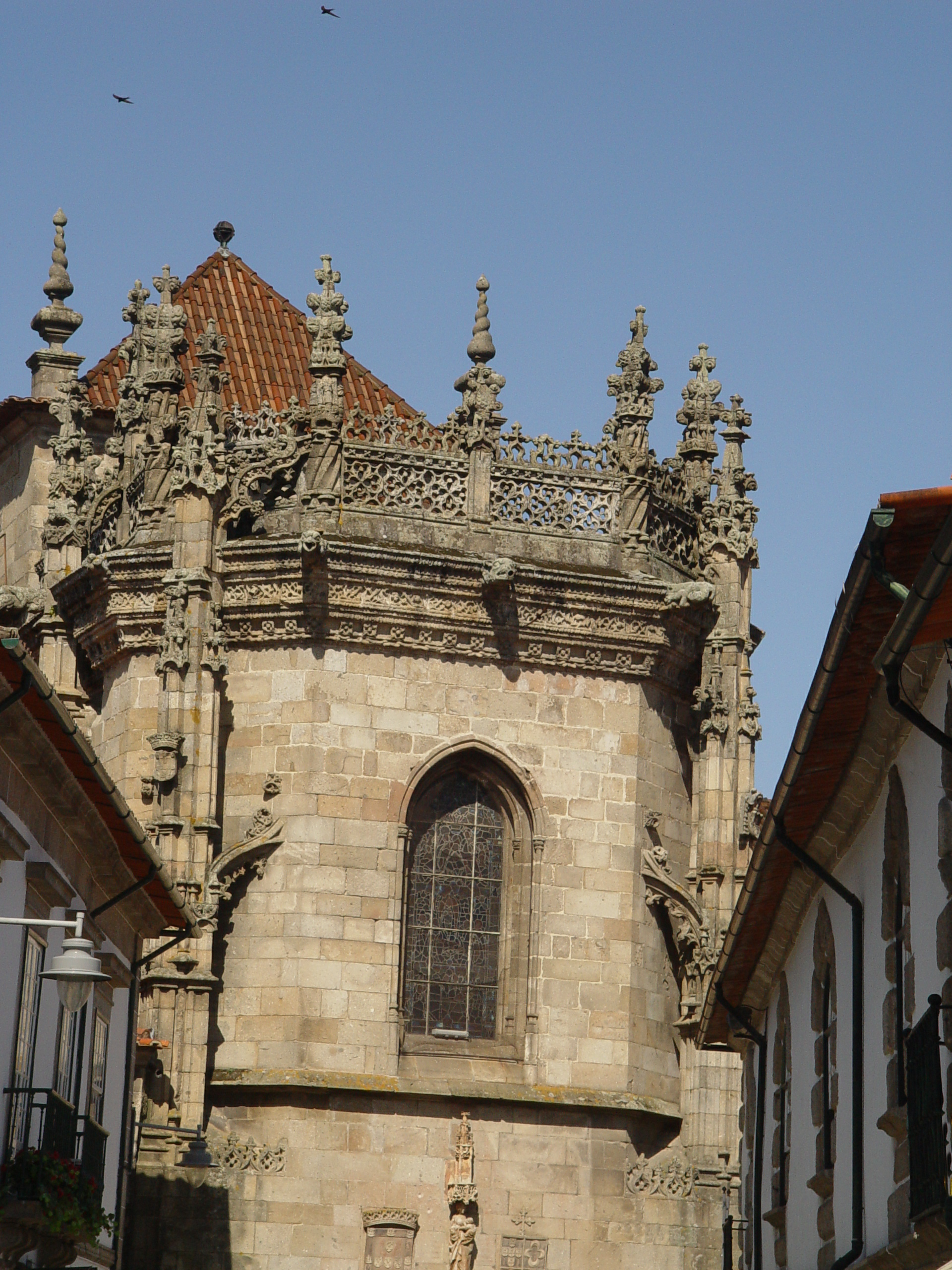
マヌエル様式の主礼拝堂を眺める。16世紀初頭の建築。窓の下に聖母子像。

アプスの主礼拝堂で有名なのは、ソウサ大司教時代にバスク人建築家ジョアン・デ・カスティーリョにより1509年に再建されたことである。礼拝堂外部は美しい後期ゴシック様式で、ガーゴイルと小尖塔のついたマヌエル様式のトラセリーを持つ。畝模様のヴォールトが入り組んだ礼拝堂内装と合致している。主礼拝堂の外壁には、キリストに母乳を与える聖母マリア像（16世紀初頭）が、マヌエル様式に修繕した際の後援者、ポルトガル国家とソウサ大司教の紋章の間に立つ。 

### 内装

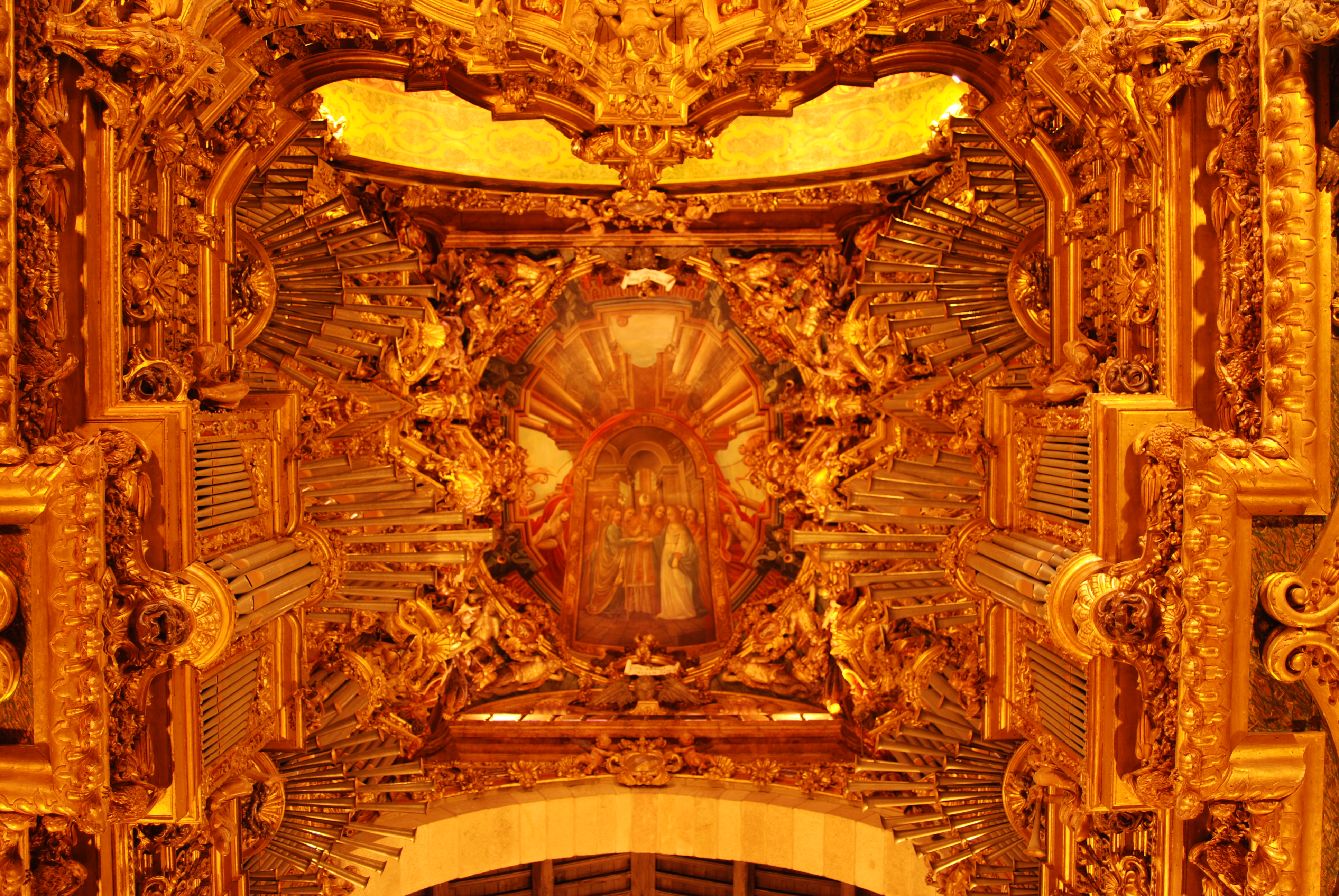
オルガン

大聖堂には木製の天井に覆われた3つの側廊、交差廊、アプス内の5つの東側礼拝堂がある。礼拝堂のどれもロマネスク様式の原型をとどめていない。主礼拝堂がマヌエル様式である他は、複雑に飾られたバロック様式である。大聖堂の北壁には初期ロマネスク様式設計の小さな礼拝堂がある。それは11世紀後期建築物の残物である。この礼拝堂は、12世紀の設計の変更に伴い、最後に大聖堂の外へ置かれた。
高い天井を持つ本堂は、20世紀の浄化改善に感謝して本質的にロマネスク様式に改装された。この時に後世の付け足しを圧迫していた、原型の円柱装飾がほとんど失われた。ジョアン1世の王子アフォンソの、15世紀につくられた青銅製の墓碑は、聖堂本堂内で見ることができる。
聖隊共唱席は、バロック時代に大聖堂入り口近くに付け足された。この聖歌隊席は、彩色された天井と、ミゲル・フランシスコ・ダ・シルヴァの作品である彫刻と金箔の張られた木製聖職者席を持つ。聖隊共唱席前には2台の金箔の張られた木製オルガンがある。これは彫刻家マルセリアーノ・デ・アラウージョに1730年代に彫られたもので、バロックや創造的なモチーフで密に装飾されている。これらはポルトガルの最も印象的な金箔木工細工である。
主礼拝堂は畝模様のヴォールトのある石屋根で覆われ、壁は14世紀の聖母マリア像（ノッサ・セニョーラ・デ・ブラガ）で装飾されている。礼拝堂の再模範時代、大司教ソウサは石造りの祭壇を命令したが、ほとんどが今は失われている。祭壇テーブルと、キリストと12使徒の美しいレリーフが一部保存されている。聖隊聖職者席はネオ・ゴシック様式である。
アプス内の他の礼拝堂は、バロックかネオクラシカル様式で装飾されている。聖ペドロ・デ・ラテス礼拝堂は特に興味深く、聖人の生涯を典型的な青と白のタイルで物語り装飾している。タイル作者は、18世紀ポルトガル・タイル作家の主要人物アントニオ・デ・オリヴェイラ・ベルナルデスである。
礼拝堂のいくつかは、中世に、大聖堂に隣接して建てられた。王の礼拝堂（カペラ・ドス・レイス）は、初代ポルトガル王アフォンソ1世の両親エンリケ・デ・ボルゴーニャとテレサ・デ・レオンが埋葬された場所に1374年頃建てられた。2人の墓は16世紀初頭に、横臥像のついた新しい物と取り替えられた。
栄光の礼拝堂（カペラ・ダ・グロリア）は、1326年から1348年にかけ、ゴンサロ・ペレイラ大司教の眠る場所としてゴシック様式で建てられた。彼はアラゴン人彫刻家ペロ親方とポルトガル人テロ・ガルシアに命じ、自身のための壮麗な墓を作らせた。墓は6頭のライオン像に守られ、大司教の等身大像は天使たちに身を預けて頭を枕に乗せている。墓のそばは12使徒と聖職者像で飾られた。16世紀初頭に、礼拝堂はムーア人の影響を受けた、セビーリャのタイルに非常に似た幾何学紋様モチーフで塗られた。 
回廊近くにある信仰の礼拝堂（カペラ・ダ・ピエダーデ）は、1513年頃ディオゴ・デ・ソウサ大司教により建てられた。彼はこの礼拝堂内の、美しいルネサンス様式の墓に埋葬されている。
回廊は19世紀に入って再建され、わずかに芸術的関心が持たれている。大聖堂美術館は多くの興味深い所蔵品を持つ。所蔵品の中には、壮麗なマヌエル様式のソウサ大司教の聖杯（16世紀初頭）、聖ゲラルドの聖杯（10世紀）、アラビアの象牙箱（11世紀）がある。

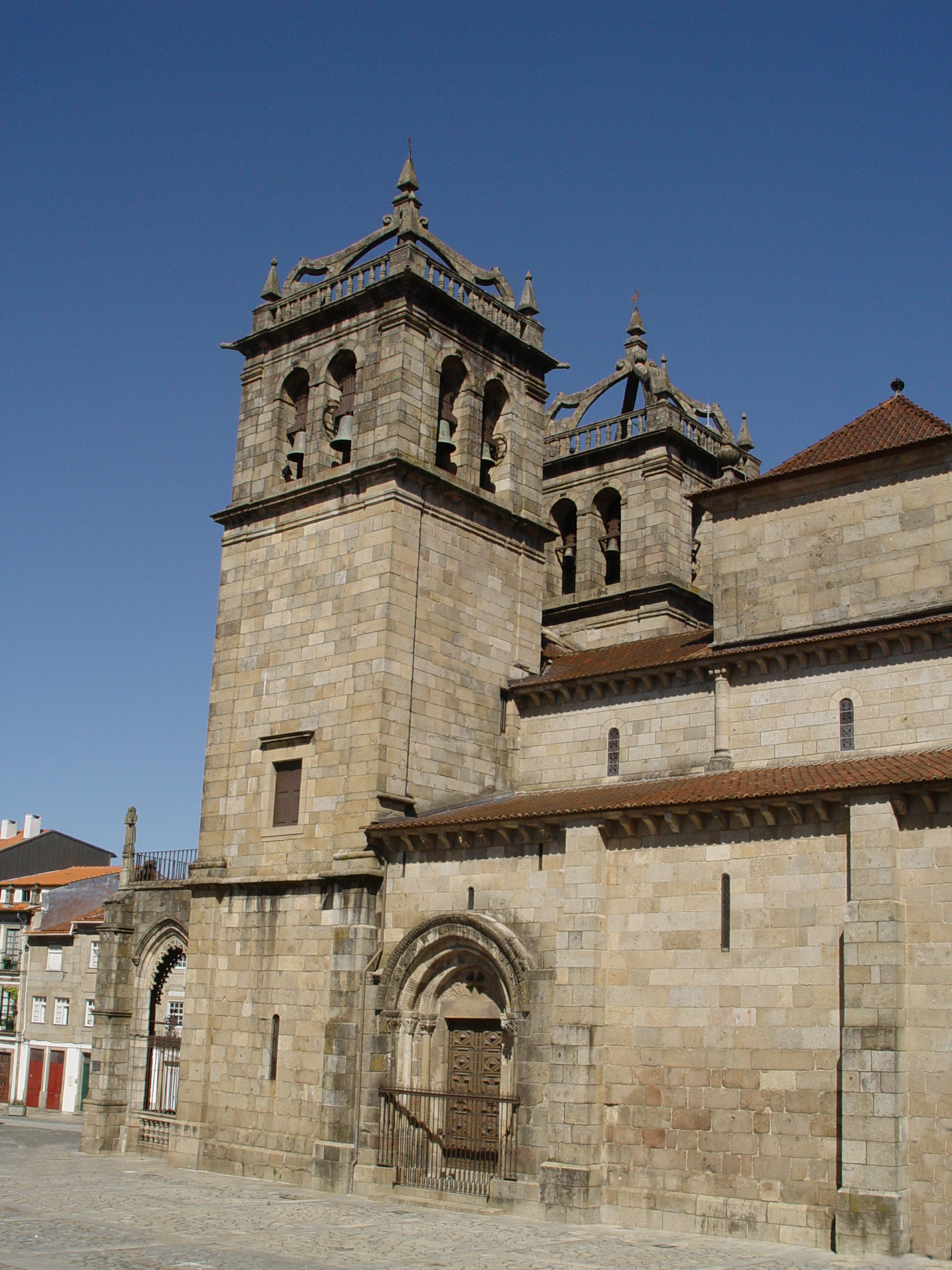
大聖堂南側。ロマネスク様式の原型を持つ側ファサードの入り口

## 大聖堂に関わった人々
- 聖ペドロ・デ・ラテス　伝説によると、12使徒聖サンティアゴ・マイオールに任命され初代ブラガ司教（45年-60年）となった。おそらく彼の亡骸が大聖堂内に保存されている。
- 聖マルティン・デ・ブラガ （520年頃-580年）　6世紀のブラガ司教。スエビ族をカトリックに改宗させた。
- エンリケ・デ・ボルゴーニャ （1066年-1112年）　1093年から死の年までポルトゥカーレ伯。彼はブラガを伯領の首都とし、大聖堂建設を奨励した。王の礼拝堂に埋葬されている。
- テレサ・デ・レオン （1080年-1130年）　1094年にポルトゥカーレ伯エンリケと結婚。アフォンソ1世の母。王の礼拝堂内に埋葬された。
- 対立教皇グレゴリウス8世 （1137年死去）　2代目ブラガ大司教。本名マウリシオ・ブルディノ（フランス語名モーリス・ブルダン）。フランス系。ブラガの大司教座設置を助けた。神聖ローマ皇帝ハインリヒ5世とローマ教皇の争いに巻き込まれ、皇帝の意向により対立教皇グレゴリウス8世に選出された。
- ヨハネス21世 （1215年頃-1277年）　リスボン生まれで名をペドロ・ジュリアォンといった。13世紀のブラガ大司教。1276年に教皇に選出された。
- ディオゴ・デ・ソウサ （1461年頃-1532年）　1505年から1532年までブラガ大司教を務めた。ブラガの都市と大聖堂双方を現代化した。信仰の礼拝堂に埋葬されている。